# Pankruszycha
Pankruszycha (ros. Панкрушиха) – wieś (ros. село, trb. sieło) na terenie wchodzącego w skład Rosji syberyjskiego Kraju Ałtajskiego.
Miejscowość położona jest w odległości ok. 300 km od stolicy kraju – miasta Barnauł i jest ośrodkiem administracyjnym rejonu pankruszychińskiego.